# Piotr Butkowski
Piotr Aleksandrowicz Butkowski (ros. Петр Александрович Бутковский, ur. 1801 w Smoleńsku, zm. 21 listopada?/3 grudnia 1844) – rosyjski lekarz psychiatra i chirurg. Autor pierwszego rosyjskiego podręcznika chorób umysłowych (1834), profesor Uniwersytetu w Charkowie.
Studiował na Akademii Medyko-Chirurgicznej w St. Petersburgu, tytuł doktora medycyny otrzymał w 1832 roku na Uniwersytecie w Helsinkach. Od 1834 do śmierci w 1844 roku wykładał chirurgię i choroby umysłowe na Uniwersytecie w Charkowie.

## Wybrane prace
- Душевные болезни, изложенные сообразно началам нынешнего учения психиатрии в общем и частном, теоретическом и практическом содержании доктором медицины Петром Бутковским: Ч. 1-2. Санкт-Петербург: тип. И. Глазунова, 1834
- Начертание частной патологии и терапии человеческих болезней, изданное для руководства в преподавании п. о. профессором Императорского Харьковского университета, доктором медицины, коллежским советником Петром Бутковским: Ч. 1-2. Харьков: Унив. тип., 1841